# Veikko Saarto
Veikko Olavi Saarto, född 9 oktober 1934 i Helsingfors, är en finländsk politiker. 
Saarto, som ursprungligen var verksam som snickare, var ledamot av Finlands riksdag för Demokratiska förbundet för Finlands folk (DFFF) 1966–1986. Han var under flera perioder ordförande i partiets riksdagsgrupp samt trafikminister 1970–1971 och 1977–1982. Han var därefter direktör vid Folkpensionsanstalten 1986–1997.